# Lentinellus brunnescens
Lentinellus brunnescens är en svampart som beskrevs av Lj.N. Vassiljeva 1973. Lentinellus brunnescens ingår i släktet Lentinellus och familjen Auriscalpiaceae.   Inga underarter finns listade i Catalogue of Life.